# Anton Gymerský
Anton Gymerský (4. února 1918, Žilina – 10. května 1990, Košice) byl slovenský herec, původně kadeřník.

## Životopis
Začínal v ochotnických souborech v Solivar při Prešově a v Žilině. V letech 1949–1965 byl členem Divadla SNP v Martine, od roku 1965 činohry Státního divadla v Košicích. V letech 1971–1979 byl i uměleckým šéfem činohry. Působil zejména jako divadelní herec, na jevišti ztvárnil více než 170 postav (Vocilka – Strakonický dudák, Lucifer – Čert a káča, Rubánus – Geľo Sebechlebský, Kubo – Zpěněný kůň, purkmistr – Revizor, Harpagon – Lakomec, Tulák – Ze života hmyzu, Georg – O myších a lidech, Dr. Cnock – Dr. Cnock, Handrár – Bláznivá ze Chaillot, Teterev – Měšťáci, Opitz – Můj generál…). Byl dobrým houslistou a tuto schopnost využívali režiséři nejen na jevišti, ale i v televizi a ve filmu. Vytíženost v divadle se odrazila na práci v rozhlase, televizi a filmu, kde vytvářel menší postavy (v televizi např. Místo v domě – 1975, Jedenácté přikázání – 1978) V 50. a 60. letech často vystupoval s estrádním číslem "voják Gymoš". Toto číslo bylo zařazeno do prvního televizního vysílání. V roce 1972 dostal titul zasloužilý umělec.
Byl vášnivý rybář a myslivec, otec tří dětí. Jeho manželkou byla Libuše Kulhánková-Gymerská, herečka. Je pohřben v Košicích.
Životopis – Libuše Kulhánková Gymerská
Narodila se v Košicích 26.IX.1922 Čeňkovi Kulhánka a Oldřiška rozené Smajzlovej. Zemřela v Košicích 6.3. 1990, kde je také pohřbena.
Pod hereckým (dívčím) jménem Kulhánková vystupovala od roku 1940 nejprve ve více soukromých i kočovných společnostech např. riaditeľky Trubíniovej, Klatovská, Pražském Divadélko Slup, hrála v komoře Divadélko na Jungmanova tr. Profesionálnou herečkou se stala složením zkoušek před odbornou komisí Svazu českého herectví 2. října 1945 v Brne.Bola členkou Svépomocného sdružení Pražských herce. Po válce (od 1. října 1945 do srpna 1946) divadla bratří Mrštíků v Brně (Středomoravských lidové divadlo) a pak spolu formovala Divadlo v Martině do roku 1965. Od nástupu do ŠD Košice (1965) vystupovala již pod jménem Libuša Gymerská až do odchodu do důchodu v roce 1982.
Za svou hereckou kariéru ztvárnila více než 170 postav velmi širokého spektra charakterů a typů. Byla známou recitátorka a vedla několik ochotnických souborů (např. V Barci u Košic v dětském domově, po odchodu do důchodu v Prievidzi) .Ve volném čase zejména v mládí ráda malovala motivy z přírody, ale i portréty. Byla poslankyní a předsedkyní kulturní komise v Martině a v Košicích se angažovala zejména v ženském hnutí.
Režiséři, jako Greguš, M. Hollý, Haľama, Pietor, Petrovický, Bobula, Svoboda, Petruška, … ji obsazovali podle potřeb dramaturgie a skladby souboru do postav žen bez vyhraněného zařazení některého na ni preferovaného typu. Kritici vyzdvihovali její širokou škálu hereckého projevu, vystižení podstaty charakteru postavy, nejen vnějšími vyjadřovacími prostředky herecké tvorby, ale i schopnost ponoru do psychologie postavy. Odbornou kritikou byla oceňována i její komediálnost, ale také precizní nakládání s dikcí a hlasem. Měla výbornou paměť a to často využívali režiséři na náhle záskoky nemocné či jinak indisponovaných kolegyň. Za svou hereckou kariéru spolupracovala s mnoha hereckými partnery v rolích matky, dcery, milenky, nadřízené, služky, či jen jako partnerka do autorem předepsané dvojice. Mezi nejčastějších patřily v začátcích E. Romančík, C. Filčík, J. Kroner, I. Bindas, E. Horvát, Ľ. Grešo, I. Letko, B. Králik, A. Gymerský, který se stal i jejím celoživotním partnerem. Později po přechodu do Košic to byly zejména F. Hodorovský, I. Rajniak, P. Bzdúch a zejména Peter Macko … Ze ženských kolegyň to byly F. Bachledová, Terka Hurbanovo-Kronerová, M. Kráľovičove, E. Rysová, N. Hejná … a v Košicích E. Volková, H. Grisová, E. Večeřová, Poldaufová …
V jejím repertoáru najdeme postavy světové i domácí dramatické tvorby, jako např. Káča v Čert a Káča od Drdu, Emília ale i Karolína v gelových Sebechlebský od Hollého, Euridika v Antigoně od Sofokla, Pompano v Baladě o Enšpíglovi, Mercedes v Sedm výkřiků na moři, Daria v neznámém od Sobola, Lena ve vážných z Altona od Sartra , Ošetřovatelka v detektivce v Past od Tomase Viliemsa, Pelageja Vlasovová v Brechtova Matce je hodnocena jako její životní postava, na kterou měla v závěru profesionální herecké kariéry, životní zkušenosti a herecké předpoklady.

## Filmografie Antona Gymerského
- 1953: Rodná zem
- 1957: Zářijové noci (voják Karabinoš)
- 1957: Zemianska čest
- 1958: Touha
- 1960: Na pochodu se vždy nezpívá (Cibule)
- 1961: Most na tu stranu (Krekáč)
- 1961: My z IX.a (lékař)
- 1961: zbabělecZbabělec (Adamík st.)
- 1974: Trofej neznámého střelce (ing. Dragica)
- 1976: Rozděleni (Horniak)
- 1978: Poem o svědomí (Josko)
- 1979: Ctnostný Metod
- 1981: Noční jezdci (hospodský)